# 燕庄站 (大同)
燕庄站是一个大准线上的铁路车站，位于山西省大同市新荣区花园屯乡燕庄，建于1996年，目前为三等站，邮政编码为037000。目前客运：办理旅客乘降；行李、包裹托运；货运：办理整车货物发到。